# Adrien Fourmaux
Adrien Fourmaux (Seclin, 31 maggio 1995) è un pilota di rally francese.

## Carriera

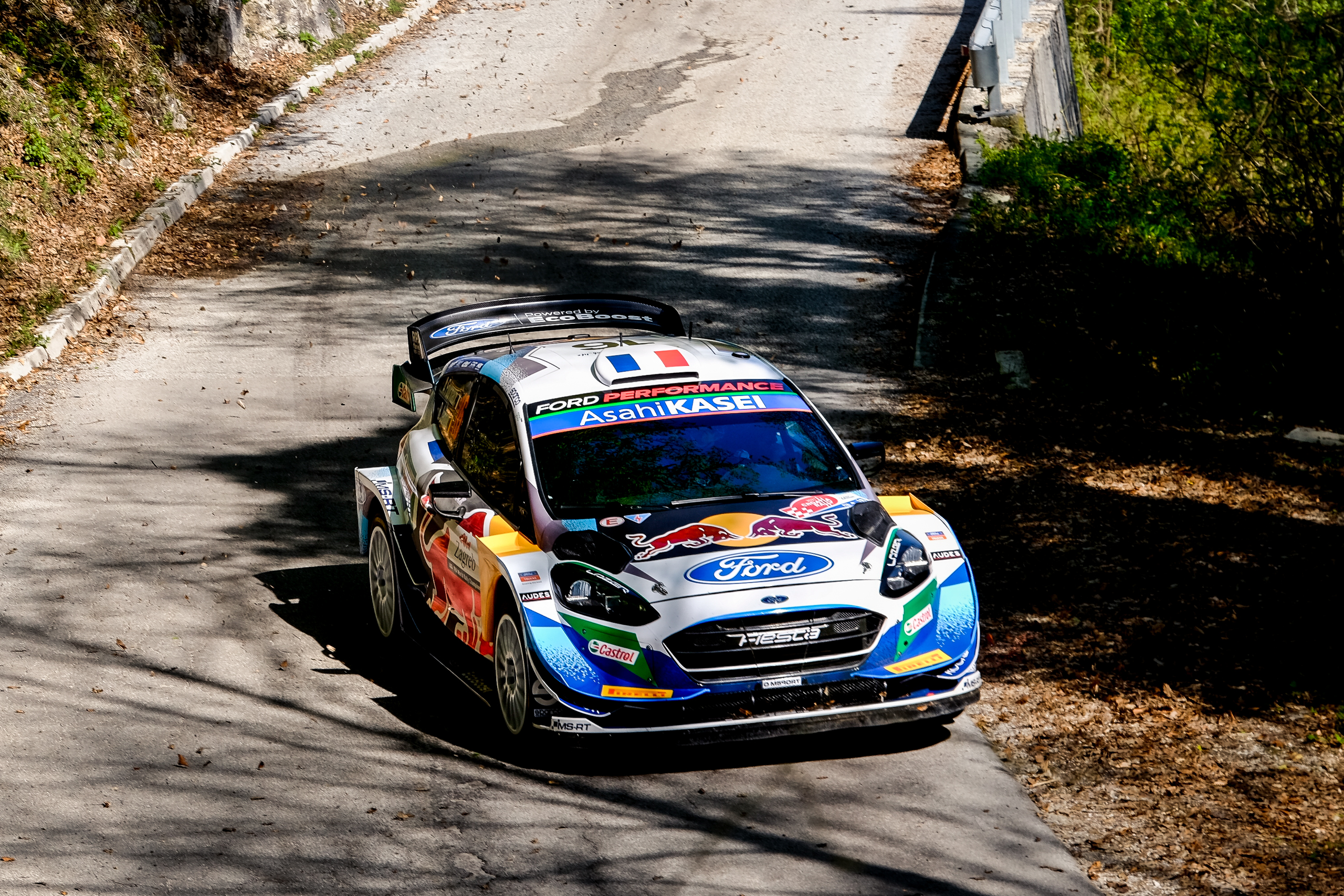
Fourmaux al rally di Croazia 2021 su Fiesta WRC

Dopo aver vinto la categoria Junior del Campionato Francese Rally nel 2018, Adrien Fourmaux ha fatto il suo debutto nel Campionato del mondo rally al Rally di Monte Carlo 2019, ottenendo al esordio il suo primo punto in carriera su una Ford Fiesta R5.
Nel 2020 ha firmato per la scuderia M-Sport per competere nel campionato WRC-2. A fine stagione si è piazzato terzo assoluto in classifica.
Nel 2024 sale di categoria e disputa tutta la stagione nel WRC con M-Sport.
Nel 2025 correrà con Hyundai al fianco di Thierry Neuville e Ott Tanak.

## Vittorie nei Rally

### ERC
| # | Stagione | Evento                    | Co-pilota     | Auto               |
| - | -------- | ------------------------- | ------------- | ------------------ |
| 1 | 2020     | Rally delle Isole Canarie | Renaud Jamoul | Ford Fiesta Rally2 |

### Altri rally
| #  | Stagione | Campionato            | Evento                                      | Co-pilota       | Auto                    |
| -- | -------- | --------------------- | ------------------------------------------- | --------------- | ----------------------- |
| 1  | 2020     | BTRDA                 | Malcolm Wilson Rally                        | Renaud Jamoul   | Ford Fiesta Rally2      |
| 2  | 2020     | -                     | Rallylegend - WRC                           | Renaud Jamoul   | Ford Fiesta WRC         |
| 3  | 2020     | Finale Coppa Italia   | Trofeo ACI Como                             | Renaud Jamoul   | Ford Fiesta Rally2      |
| 4  | 2023     | Campionato Austriaco  | LKW FRIENDS on the road Jännerrallye        | Alexandre Coria | Ford Fiesta Rally2      |
| 5  | 2023     | Campionato britannico | Malcolm Wilson Rally - BRC National         | Alexandre Coria | Ford Fiesta Rally2      |
| 6  | 2023     | Campionato britannico | Beatson’s Building Supplies Jim Clark Rally | Alexandre Coria | Ford Fiesta Rally2      |
| 7  | 2023     | Campionato britannico | Rally di Ypres                              | Alexandre Coria | Ford Fiesta Rally2      |
| 8  | 2023     | Campionato britannico | Modern Tyres Ulster Rally                   | Alexandre Coria | Ford Fiesta Rally2      |
| 9  | 2023     | Campionato britannico | Trackrod Rally Yorkshire                    | Alexandre Coria | Ford Fiesta Rally2      |
| 10 | 2024     | -                     | Rallylegend - WRC                           | Alexandre Coria | Ford Puma Rally1 Hybrid |
| 11 | 2024     | -                     | Rally di Monza                              | Alexandre Coria | Ford Puma Rally1 Hybrid |
| 12 | 2024     | Coppa di Francia      | Rallye National Hivernal du Dévoluy         | Alexandre Coria | Hyundai i20 N Rally1    |

## Palmarès
- 1  Campionato francese junior: 2018
- 1  Campionato britannico: 2023
- 1 Master's Show/Monza Rally Show: 2024

## Risultati nel mondiale rally

### Risultati nel WRC
| 2019 | Scuderia                      | Vettura                           |    |    |  |    |  |  |  |    |    |    |  |    |    |  |  |  | Punti | Pos. |
| ---- | ----------------------------- | --------------------------------- | -- | -- |  | -- |  |  |  | -- | -- | -- |  | -- | -- |  |  |  | ----- | ---- |
| 2019 | M-Sport Ford World Rally Team | Ford Fiesta R5 Ford Fiesta R5 Mk2 | 10 | 45 |  | 30 |  |  |  | 36 | 23 | 23 |  | 15 | 32 |  |  |  | 1     | 24º  |

| 2020 | Scuderia | Vettura            |    |    |  |    |   |     |    |  |  |  |  |  |  |  |  |  | Punti | Pos. |
| ---- | -------- | ------------------ | -- | -- |  | -- | - | --- | -- |  |  |  |  |  |  |  |  |  | ----- | ---- |
| 2020 | M-Sport  | Ford Fiesta Rally2 | 15 | 18 |  | 13 | 9 | Rit | 49 |  |  |  |  |  |  |  |  |  | 2     | 23º  |

| 2021 | Scuderia | Vettura                            |   |    |   |   |    |   |    |     |   |   |    |    |  |  |  |  | Punti | Pos. |
| ---- | -------- | ---------------------------------- | - | -- | - | - | -- | - | -- | --- | - | - | -- | -- |  |  |  |  | ----- | ---- |
| 2021 | M-Sport  | Ford Fiesta Rally2 Ford Fiesta WRC | 9 | 48 | 5 | 6 | 30 | 5 | 12 | Rit | 7 | 7 | 16 | 55 |  |  |  |  | 42    | 10º  |

| 2022 | Scuderia | Vettura                 |     |     |     |   |     |    |   |    |     |  |  |   |  |  |  |  | Punti | Pos. |
| ---- | -------- | ----------------------- | --- | --- | --- | - | --- | -- | - | -- | --- |  |  | - |  |  |  |  | ----- | ---- |
| 2022 | M-Sport  | Ford Puma Rally1 Hybrid | Rit | Rit | Rit | 9 | Rit | 14 | 7 | 18 | Rit |  |  | 8 |  |  |  |  | 13    | 16º  |

| 2023 | Scuderia         | Vettura                                    |    |  |    |    |    |     |  |  |   |    |  |   |     |  |  |  | Punti | Pos. |
| ---- | ---------------- | ------------------------------------------ | -- |  | -- | -- | -- | --- |  |  | - | -- |  | - | --- |  |  |  | ----- | ---- |
| 2023 | M-Sport Ford WRT | Ford Fiesta Rally2 Ford Puma Rally1 Hybrid | 13 |  | 16 | 12 | 15 | Rit |  |  | 8 | 11 |  | 8 | Rit |  |  |  | 8     | 20º  |

| 2024 | Scuderia         | Vettura                 |   |   |   |     |   |     |    |   |    |     |   |     |   |  |  |  | Punti | Pos. |
| ---- | ---------------- | ----------------------- | - | - | - | --- | - | --- | -- | - | -- | --- | - | --- | - |  |  |  | ----- | ---- |
| 2024 | M-Sport Ford WRT | Ford Puma Rally1 Hybrid | 5 | 3 | 3 | 171 | 4 | 154 | 34 | 4 | 34 | 211 | 5 | 325 | 3 |  |  |  | 162   | 5º   |

| 2025 | Scuderia                | Vettura              |   |     |     |    |     |    |   |   |     |  |  |  |  |  |  |  | Punti | Pos. |
| ---- | ----------------------- | -------------------- | - | --- | --- | -- | --- | -- | - | - | --- |  |  |  |  |  |  |  | ----- | ---- |
| 2025 | Hyundai Shell Mobis WRT | Hyundai i20 N Rally1 | 3 | 405 | 161 | 54 | Rit | 20 | 3 | 5 | Rit |  |  |  |  |  |  |  | 71    |      |

| Legenda | 1º posto | 2º posto | 3º posto | A punti | Senza punti | Ritirato | Squalificato | NP=Non partito C=Gara cancellata | Apice=Power stage |

### Risultati nel WRC-2
| 2019 | Scuderia                      | Vettura                           |   |  |  |   |  |  |  |  |  |   |  |   |    |  |  |  | Punti | Pos. |
| ---- | ----------------------------- | --------------------------------- | - |  |  | - |  |  |  |  |  | - |  | - | -- |  |  |  | ----- | ---- |
| 2019 | M-Sport Ford World Rally Team | Ford Fiesta R5 Ford Fiesta R5 Mk2 | 2 |  |  | 9 |  |  |  |  |  | 8 |  | 3 | 13 |  |  |  | 39    | 13º  |

| 2020 | Scuderia         | Vettura            |   |   |  |   |   |     |   |  |  |  |  |  |  |  |  |  | Punti | Pos. |
| ---- | ---------------- | ------------------ | - | - |  | - | - | --- | - |  |  |  |  |  |  |  |  |  | ----- | ---- |
| 2020 | M-Sport Ford WRT | Ford Fiesta Rally2 | 2 | 4 |  | 2 | 2 | Rit | 4 |  |  |  |  |  |  |  |  |  | 78    | 3º   |

| 2021 | Scuderia         | Vettura            |   |    |  |  |    |  |    |  |  |  |  |  |  |  |  |  | Punti | Pos. |
| ---- | ---------------- | ------------------ | - | -- |  |  | -- |  | -- |  |  |  |  |  |  |  |  |  | ----- | ---- |
| 2021 | M-Sport Ford WRT | Ford Fiesta Rally2 | 2 | 95 |  |  | 65 |  | 42 |  |  |  |  |  |  |  |  |  | 48    | 10º  |

| 2023 | Scuderia         | Vettura            |   |  |    |    |     |     |  |  |   |    |  |  |  |  |  |  | Punti | Pos. |
| ---- | ---------------- | ------------------ | - |  | -- | -- | --- | --- |  |  | - | -- |  |  |  |  |  |  | ----- | ---- |
| 2023 | M-Sport Ford WRT | Ford Fiesta Rally2 | 5 |  | 71 | 42 | 103 | Rit |  |  | 2 | 42 |  |  |  |  |  |  | 67    | 8º   |

| Legenda | 1º posto | 2º posto | 3º posto | A punti | Senza punti | Ritirato | Squalificato | NP=Non partito C=Gara cancellata | Apice=Power stage |